# Sani Abacha
Sani Abacha (Kano, 20. rujna 1943. – Abuja, 8. lipnja 1998.), nigerijski general i vojni diktator. 
Sani Abacha je bio vojni vođa i političar te de facto predsjednik Nigerije od 17. studenog 1993. do svoje smrti.
Musliman je iz naroda Kanouri. Kao mladić, pohađao je nigerijske i britanske vojne škole. Pridružio se nigerijskoj vojsci i do 1983. dosegao vojni čin brigadira. Godine 1983., te 1985., izvršeni su beskrvni pučevi u kojima je sudjelovao. Obnašao je dužnost načelnika oružanih snaga, a ministar obrane postao je 1990. godine. 
Kada je 1993. tadašnji predsjednik Ibrahim Babangida poništio rezultat izbora, na kojima je pobijedio oporbeni kandidat, Abacha je iskoristio priliku i sam se popeo na vlast. Žestoko je bio kritiziran od međunarodne zajednice, posebice zbog kršenja ljudskih prava (najpoznatiji primjer je ubijeni novinar Ken Saro-Wiwa). Zatočio je političke protivnike, zabranio je političku aktivnost, kontrolirao tisak, otpustio veliki dio vojske, a sam se okružio s oko 3000 vojnika koji su mu bili odani. 
Ukrao je oko 4 milijarde dolara.
Umro je iznenada, u 54. godini, a društvo su mu u trenutku smrti činile dvije indijske prostitutke. Pokopan je isti dan, bez obdukcije. Iako je predsjednička palača objavila da je uzrok smrti srčani udar, mnogi Nigerijci i zapadnjaci vjeruju da se predozirao Viagrom.[nedostaje izvor]